# Kasim II. Astrahanski
Kasim II. Astrahanski (tatarsko Касыйм II, rusko Касим II) je bil s krajšo prekinitvijo od leta 1520 do 1532 kan Astrahanskega kanata, * ni znano, † 1532.
Bil je sin Sajeda Ahmeda, kana Velike horde. Na astrahanski prestol je prišel s pomočjo Nogajcev. Podpiral je centralistično politiko. Znan je po tem, da je leta 1531 ali 1532 poslal pismo osmanskemu sultanu Sulejmanu I. Leta 1532 ga je odstavil in usmrtil njegov naslednik Ak Kubek.

## Vir
- Татарский энциклопедический словарь. Каzan, 1999.

| Kasim II. Astrahanski Turkaj-Timuridi (Аhmedoviči) |                                    |                           |
| Vladarski nazivi                                   |                                    |                           |
| Predhodnik: Šejk Ahmed                             | Kan Astrahanskega kanata 1521–1531 | Naslednik: Islam I. Geraj |
| Vladarski nazivi                                   |                                    |                           |
| Predhodnik: Islam I. Geraj                         | Kan Astrahanskega kanata 1521–1532 | Naslednik: Ak Kubek       |